# Élections municipales de 2014 dans la Marne
Les élections municipales dans la Marne se sont déroulées les 23 et 30 mars 2014.

## Maires sortants et maires élus
Le scrutin est marqué par plusieurs changements d'importance. Reims, plus grande ville du département gagnée par le PS en 2008, repasse à droite. La gauche remporte Compertrix, Livry-Couvercy et Sarry et se maintient presque partout. La droite consolide sa position dans le département avec des succès à Avize, Béthenville, Boult-sur-Suippe, Bourgogne, Damery, Pierry, Saint-Amand-sur-Fion, Sermaize-les-Bains, Taissy, Tours-sur-Marne et Verzy. L'UDI se consolide à Cernay-lès-Reims, Epernay, Sainte-Menehould et Witry-lès-Reims. Battu à Mareuil-le-Port et Sillery, le MoDem l'emporte à Frignicourt.
| Commune                    | Population | Maire sortant        | Parti | Parti | Maire élu            | Parti | Parti |
| -------------------------- | ---------- | -------------------- | ----- | ----- | -------------------- | ----- | ----- |
| Avize                      | 1 755      | André Tessier        |       | SE    | Gilles Dulion        |       | DVD   |
| Aÿ                         | 4 041      | Dominique Lévêque    |       | PS    | Dominique Lévêque    |       | PS    |
| Bazancourt                 | 1 969      | Yannick Kerharo      |       | DVG   | Yannick Kerharo      |       | DVG   |
| Beine-Nauroy               | 1 048      | Francis Floquet      |       | DVD   | Catherine Renard     |       | DVD   |
| Bétheniville               | 1 197      | Francis Renard       |       | SE    | Jean-Jacques Gouault |       | DVD   |
| Bétheny                    | 6 458      | Jean-Louis Cavenne   |       | PS    | Alain Wanschoor      |       | PS    |
| Bezannes                   | 1 432      | Jean-Pierre Belfie   |       | DVD   | Jean-Pierre Belfie   |       | DVD   |
| Boult-sur-Suippe           | 1 677      | Claude Scrabalat     |       | SE    | Laurent Combe        |       | DVD   |
| Bourgogne                  | 1 039      | Francis Quantinet    |       | SE    | Jean-Paul Lemoine    |       | DVD   |
| Cernay-lès-Reims           | 1 298      | Patrick Bedek        |       | UDI   | Patrick Bedek        |       | UDI   |
| Châlons-en-Champagne       | 45 153     | Bruno Bourg-Broc     |       | UMP   | Benoist Apparu       |       | UMP   |
| Champigny                  | 1 352      | Pierre Georgin       |       | DVD   | Pierre Georgin       |       | DVD   |
| Compertrix                 | 1 373      | Yannick Paré         |       | SE    | Pascal Lefort        |       | DVG   |
| Connantre                  | 1 062      | Michel Jacob         |       | DVD   | Michel Jacob         |       | DVD   |
| Cormicy                    | 1 420      | Dominique Decaudin   |       | DVG   | Dominique Decaudin   |       | DVG   |
| Cormontreuil               | 5 999      | Jean Marx            |       | PS    | Jean Marx            |       | PS    |
| Courcy                     | 1 279      | Martine Jolly        |       | SE    | Martine Jolly        |       | SE    |
| Courtisols                 | 2 525      | Hubert Arrouart      |       | DVD   | Hubert Arrouart      |       | DVD   |
| Damery                     | 1 510      | Danièle Fortier      |       | SE    | Régis Coutant        |       | DVD   |
| Dizy                       | 1 595      | Barbara Naveau       |       | SE    | Barbara Naveau       |       | SE    |
| Dormans                    | 2 900      | Christian Bruyen     |       | DVD   | Christian Bruyen     |       | DVD   |
| Épernay                    | 23 888     | Franck Leroy         |       | UDI   | Franck Leroy         |       | UDI   |
| Esternay                   | 1 848      | Patrice Valentin     |       | DVD   | Patrice Valentin     |       | DVD   |
| Fagnières                  | 4 350      | Alain Biaux          |       | EELV  | Alain Biaux          |       | EELV  |
| Fère-Champenoise           | 2 293      | Gérard Gorisse       |       | UDI   | Bruno Legrand        |       | DVD   |
| Fismes                     | 5 404      | Jean-Pierre Pinon    |       | PS    | Jean-Pierre Pinon    |       | PS    |
| Frignicourt                | 1 833      | Daniel Yon           |       | DVG   | Florian Thiery       |       | MoDem |
| Gueux                      | 1 731      | Jean-Pierre Ronseaux |       | DVD   | Jean-Pierre Ronseaux |       | DVD   |
| Hermonville                | 1 403      | Katia Beaujard       |       | SE    | Katia Beaujard       |       | SE    |
| Jonchery-sur-Vesle         | 1 948      | Michel Hannotin      |       | DVD   | Michel Hannotin      |       | DVD   |
| Juvigny                    | 1 012      | Chantal Choubat      |       | DVD   | Chantal Choubat      |       | DVD   |
| Le Mesnil-sur-Oger         | 1 202      | Pascal Launois       |       | DVD   | Pascal Launois       |       | DVD   |
| Livry-Louvercy             | 1126       | Daniel Gougelet      |       | SE    | Pascal Marchand      |       | DVG   |
| Loivre                     | 1 156      | Michel Guillou       |       | DVD   | Michel Guillou       |       | DVD   |
| Magenta                    | 1 747      | Laurent Madeline     |       | DVD   | Laurent Madeline     |       | DVD   |
| Mardeuil                   | 1 531      | Pierre Martinet      |       | PCF   | Pierre Martinet      |       | PCF   |
| Mareuil-le-Port            | 1 192      | Sabine Thibaud       |       | MoDem | Patrick Jager        |       | DVD   |
| Mareuil-sur-Ay             | 1 231      | Christian Drouin     |       | DVD   | Christian Drouin     |       | DVD   |
| Montmirail                 | 3 793      | Bernard Doucet       |       | UMP   | Étienne Dhuicq       |       | DVD   |
| Mourmelon-le-Grand         | 5 186      | Fabrice Loncol       |       | DVD   | Fabrice Loncol       |       | DVD   |
| Muizon                     | 2 186      | Germain Renard       |       | DVD   | Germain Renard       |       | DVD   |
| Pargny-sur-Saulx           | 2 002      | Denise Guérin        |       | DVG   | Denise Guérin        |       | DVG   |
| Pierry                     | 1 189      | Bertrand Famelart    |       | SE    | Éric Plasson         |       | DVD   |
| Pontfaverger-Moronvilliers | 1 631      | Francis Rannou       |       | DVD   | Damien Girard        |       | SE    |
| Prunay                     | 1 052      | Frédéric Lepan       |       | DVD   | Frédéric Lepan       |       | DVD   |
| Recy                       | 1 042      | Michel Valter        |       | DVD   | Michel Valter        |       | DVD   |
| Reims                      | 180 752    | Adeline Hazan        |       | PS    | Arnaud Robinet       |       | UMP   |
| Rilly-la-Montagne          | 1 037      | Alain Toullec        |       | DVD   | Alain Toullec        |       | DVD   |
| Saint-Amand-sur-Fion       | 1 065      | Jean-Daniel Dommange |       | SE    | Sylvain Lanfroy      |       | DVD   |
| Saint-Brice-Courcelles     | 3 414      | Alain Lescouet       |       | DVG   | Alain Lescouet       |       | DVG   |
| Saint-Just-Sauvage         | 1 525      | James Autreau        |       | DVG   | James Autreau        |       | DVG   |
| Saint-Martin-d'Ablois      | 1 475      | Jackie Barrois       |       | DVD   | Jackie Barrois       |       | DVD   |
| Saint-Memmie               | 5 411      | Pierre Faynot        |       | DVD   | Sylvie Butin         |       | DVD   |
| Sainte-Menehould           | 4 390      | Bertrand Courot      |       | UDI   | Bertrand Courot      |       | UDI   |
| Sarry                      | 2 045      | Michel Lallement     |       | SE    | Hervé Maillet        |       | DVG   |
| Sermaize-les-Bains         | 2 088      | Raymond Dzieja       |       | SE    | Martine Millot       |       | DVD   |
| Sézanne                    | 5 218      | Philippe Bonnotte    |       | DVG   | Philippe Bonnotte    |       | DVG   |
| Sillery                    | 1 637      | Jacques Douadi       |       | MoDem | Thomas Dubois        |       | SE    |
| Suippes                    | 4 027      | Jean Huguin          |       | DVD   | Jean Raymond Egon    |       | DVD   |
| Taissy                     | 2 305      | Daniel Bonnet        |       | SE    | Patrice Barrier      |       | DVD   |
| Tinqueux                   | 10 061     | Jean-Pierre Fortuné  |       | DVD   | Jean-Pierre Fortuné  |       | DVD   |
| Tours-sur-Marne            | 1 358      | Annie Potisek        |       | SE    | Hervé Lelarge        |       | DVD   |
| Vertus                     | 2 472      | Pascal Perrot        |       | DVD   | Pascal Perrot        |       | DVD   |
| Verzenay                   | 1 053      | Jacques Gragé        |       | DVD   | Jacques Gragé        |       | DVD   |
| Verzy                      | 1 052      | Christophe Corbeaux  |       | SE    | Guy Flamand          |       | DVD   |
| Vitry-le-François          | 13 106     | Jean-Pierre Bouquet  |       | PS    | Jean-Pierre Bouquet  |       | PS    |
| Warmeriville               | 2 117      | Patrice Mousel       |       | DVD   | Patrice Mousel       |       | DVD   |
| Witry-lès-Reims            | 4 713      | Yves Détraigne       |       | UDI   | Yves Détraigne       |       | UDI   |

## Résultats dans les communes de plus de1 000 habitants

### Avize
- Maire sortant : André Tessier
- 19 sièges à pourvoir au conseil municipal (population légale 2011 : 1 755 habitants)
- 3 sièges à pourvoir au conseil communautaire (CA Épernay, Coteaux et Plaine de Champagne)

|                | Gilles Dulion     | DVD            | 430   | 58,34  | 15 | 2 |  |  |
|                | Christian Mathieu | DVD            | 307   | 41,65  | 4  | 1 |  |  |
|                |                   |                |       |        |    |   |  |  |
| Inscrits       | Inscrits          | Inscrits       | 1 221 | 100,00 |    |   |  |  |
| Abstentions    | Abstentions       | Abstentions    | 435   | 35,63  |    |   |  |  |
| Votants        | Votants           | Votants        | 786   | 64,37  |    |   |  |  |
| Blancs et nuls | Blancs et nuls    | Blancs et nuls | 49    | 6,23   |    |   |  |  |
| Exprimés       | Exprimés          | Exprimés       | 737   | 93,77  |    |   |  |  |

### Aÿ
- Maire sortant : Dominique Lévêque (PS)
- 27 sièges à pourvoir au conseil municipal (population légale 2011 : 4 041 habitants)
- 6 sièges à pourvoir au conseil communautaire (CC de la Grande Vallée de la Marne)

|                          | Dominique Lévêque * | PS             | 1 052 | 100,00 | 27 | 6 |  |  |
|                          |                     |                |       |        |    |   |  |  |
| Inscrits                 | Inscrits            | Inscrits       | 2 643 | 100,00 |    |   |  |  |
| Abstentions              | Abstentions         | Abstentions    | 1 331 | 50,36  |    |   |  |  |
| Votants                  | Votants             | Votants        | 1 312 | 49,64  |    |   |  |  |
| Blancs et nuls           | Blancs et nuls      | Blancs et nuls | 260   | 19,82  |    |   |  |  |
| Exprimés                 | Exprimés            | Exprimés       | 1 052 | 80,18  |    |   |  |  |
| * Liste du maire sortant |                     |                |       |        |    |   |  |  |

### Bazancourt
- Maire sortant : Yannick Kerharo (DVG)
- 19 sièges à pourvoir au conseil municipal (population légale 2011 : 1 969 habitants)
- 6 sièges à pourvoir au conseil communautaire (CU Grand Reims)

|                          | Yannick Kerharo * | DVG            | 806   | 100,00 | 19 | 6 |  |  |
|                          |                   |                |       |        |    |   |  |  |
| Inscrits                 | Inscrits          | Inscrits       | 1 608 | 100,00 |    |   |  |  |
| Abstentions              | Abstentions       | Abstentions    | 692   | 43,03  |    |   |  |  |
| Votants                  | Votants           | Votants        | 916   | 56,97  |    |   |  |  |
| Blancs et nuls           | Blancs et nuls    | Blancs et nuls | 110   | 12,01  |    |   |  |  |
| Exprimés                 | Exprimés          | Exprimés       | 806   | 87,99  |    |   |  |  |
| * Liste du maire sortant |                   |                |       |        |    |   |  |  |

### Beine-Nauroy
- Maire sortant : Francis Floquet (DVD)
- 15 sièges à pourvoir au conseil municipal (population légale 2011 : 1 048 habitants)
- 3 sièges à pourvoir au conseil communautaire (CU Grand Reims)

|                          | Catherine Renard  | DVD            | 324 | 61,01  | 12 | 2 |  |  |
|                          | Francis Floquet * | DVD            | 207 | 38,98  | 3  | 1 |  |  |
|                          |                   |                |     |        |    |   |  |  |
| Inscrits                 | Inscrits          | Inscrits       | 738 | 100,00 |    |   |  |  |
| Abstentions              | Abstentions       | Abstentions    | 194 | 26,29  |    |   |  |  |
| Votants                  | Votants           | Votants        | 544 | 73,71  |    |   |  |  |
| Blancs et nuls           | Blancs et nuls    | Blancs et nuls | 13  | 2,39   |    |   |  |  |
| Exprimés                 | Exprimés          | Exprimés       | 531 | 97,61  |    |   |  |  |
| * Liste du maire sortant |                   |                |     |        |    |   |  |  |

### Bétheniville
- Maire sortant : Francis Renard
- 15 sièges à pourvoir au conseil municipal (population légale 2011 : 1 197 habitants)
- 5 sièges à pourvoir au conseil communautaire (CU Grand Reims)

|                | Jean-Jacques Gouault | DVD            | 449 | 76,36  | 14 | 5 |  |  |
|                | Fabrice Candelier    | DVD            | 139 | 23,63  | 1  |   |  |  |
|                |                      |                |     |        |    |   |  |  |
| Inscrits       | Inscrits             | Inscrits       | 816 | 100,00 |    |   |  |  |
| Abstentions    | Abstentions          | Abstentions    | 195 | 23,90  |    |   |  |  |
| Votants        | Votants              | Votants        | 621 | 76,10  |    |   |  |  |
| Blancs et nuls | Blancs et nuls       | Blancs et nuls | 33  | 5,31   |    |   |  |  |
| Exprimés       | Exprimés             | Exprimés       | 588 | 94,69  |    |   |  |  |

### Bétheny
- Maire sortant : Jean-Louis Cavenne (PS)
- 29 sièges à pourvoir au conseil municipal (population légale 2011 : 6 458 habitants)
- 6 sièges à pourvoir au conseil communautaire (CU Grand Reims)

| Tête de liste  | Tête de liste          | Liste          | Premier tour | Premier tour | Second tour | Second tour | Sièges | Sièges |
| Tête de liste  | Tête de liste          | Liste          | Voix         | %            | Voix        | %           | CM     | CC     |
| -------------- | ---------------------- | -------------- | ------------ | ------------ | ----------- | ----------- | ------ | ------ |
|                | Alain Wanschoor        | PS-PCF-EELV    | 1 345        | 42,41        | 1 392       | 42,98       | 21     | 4      |
|                | Jean-François Ferrando | UMP            | 1 000        | 31,53        | 1 115       | 34,43       | 5      | 1      |
|                | Amélie Savart          | UDI            | 826          | 26,04        | 731         | 22,57       | 3      | 1      |
|                |                        |                |              |              |             |             |        |        |
| Inscrits       | Inscrits               | Inscrits       | 5 330        | 100,00       | 5 031       | 100,00      |        |        |
| Abstentions    | Abstentions            | Abstentions    | 2 073        | 38,89        | 1 733       | 34,45       |        |        |
| Votants        | Votants                | Votants        | 3 257        | 61,11        | 3 298       | 65,55       |        |        |
| Blancs et nuls | Blancs et nuls         | Blancs et nuls | 86           | 2,64         | 60          | 1,82        |        |        |
| Exprimés       | Exprimés               | Exprimés       | 3 171        | 97,36        | 3 238       | 98,18       |        |        |

### Bezannes
- Maire sortant : Jean-Pierre Belfie (DVD)
- 15 sièges à pourvoir au conseil municipal (population légale 2011 : 1 432 habitants)
- 2 sièges à pourvoir au conseil communautaire (CU Grand Reims)

|                          | Jean-Pierre Belfie * | DVD            | 562   | 100,00 | 15 | 2 |  |  |
|                          |                      |                |       |        |    |   |  |  |
| Inscrits                 | Inscrits             | Inscrits       | 1 197 | 100,00 |    |   |  |  |
| Abstentions              | Abstentions          | Abstentions    | 466   | 38,93  |    |   |  |  |
| Votants                  | Votants              | Votants        | 731   | 61,07  |    |   |  |  |
| Blancs et nuls           | Blancs et nuls       | Blancs et nuls | 169   | 23,12  |    |   |  |  |
| Exprimés                 | Exprimés             | Exprimés       | 562   | 76,88  |    |   |  |  |
| * Liste du maire sortant |                      |                |       |        |    |   |  |  |

### Boult-sur-Suippe
- Maire sortant : Claude Scrabalat
- 19 sièges à pourvoir au conseil municipal (population légale 2011 : 1 677 habitants)
- 5 sièges à pourvoir au conseil communautaire (CU Grand Reims)

|                | Laurent Combe       | DVD            | 433   | 52,29  | 15 | 4 |  |  |
|                | Marie-Odile Leclère | DVD            | 395   | 47,70  | 4  | 1 |  |  |
|                |                     |                |       |        |    |   |  |  |
| Inscrits       | Inscrits            | Inscrits       | 1 199 | 100,00 |    |   |  |  |
| Abstentions    | Abstentions         | Abstentions    | 341   | 28,44  |    |   |  |  |
| Votants        | Votants             | Votants        | 858   | 71,56  |    |   |  |  |
| Blancs et nuls | Blancs et nuls      | Blancs et nuls | 30    | 3,50   |    |   |  |  |
| Exprimés       | Exprimés            | Exprimés       | 828   | 96,50  |    |   |  |  |

### Bourgogne
- Maire sortant : Francis Quantinet
- 15 sièges à pourvoir au conseil municipal (population légale 2011 : 1 039 habitants)
- 3 sièges à pourvoir au conseil communautaire (CC de la Plaine de Bourgogne)

|                | Jean-Paul Lemoine | DVD            | 347 | 100,00 | 15 | 3 |  |  |
|                |                   |                |     |        |    |   |  |  |
| Inscrits       | Inscrits          | Inscrits       | 725 | 100,00 |    |   |  |  |
| Abstentions    | Abstentions       | Abstentions    | 283 | 39,03  |    |   |  |  |
| Votants        | Votants           | Votants        | 442 | 60,97  |    |   |  |  |
| Blancs et nuls | Blancs et nuls    | Blancs et nuls | 95  | 21,49  |    |   |  |  |
| Exprimés       | Exprimés          | Exprimés       | 347 | 78,51  |    |   |  |  |

### Cernay-lès-Reims
- Maire sortant : Patrick Bedek (UDI)
- 15 sièges à pourvoir au conseil municipal (population légale 2011 : 1 298 habitants)
- 2 sièges à pourvoir au conseil communautaire (CU Grand Reims)

|                          | Patrick Bedek * | UDI            | 522   | 100,00 | 15 | 2 |  |  |
|                          |                 |                |       |        |    |   |  |  |
| Inscrits                 | Inscrits        | Inscrits       | 1 010 | 100,00 |    |   |  |  |
| Abstentions              | Abstentions     | Abstentions    | 364   | 36,04  |    |   |  |  |
| Votants                  | Votants         | Votants        | 646   | 63,96  |    |   |  |  |
| Blancs et nuls           | Blancs et nuls  | Blancs et nuls | 124   | 19,20  |    |   |  |  |
| Exprimés                 | Exprimés        | Exprimés       | 522   | 80,80  |    |   |  |  |
| * Liste du maire sortant |                 |                |       |        |    |   |  |  |

### Châlons-en-Champagne
- Maire sortant : Bruno Bourg-Broc (UMP)
- 43 sièges à pourvoir au conseil municipal (population légale 2011 : 45 153 habitants)
- 29 sièges à pourvoir au conseil communautaire (CA de Châlons-en-Champagne)

| Tête de liste  | Tête de liste  | Liste          | Premier tour | Premier tour | Second tour | Second tour | Sièges | Sièges |
| Tête de liste  | Tête de liste  | Liste          | Voix         | %            | Voix        | %           | CM     | CC     |
| -------------- | -------------- | -------------- | ------------ | ------------ | ----------- | ----------- | ------ | ------ |
|                | Benoist Apparu | UMP            | 5 924        | 43,33        | 6 588       | 46,48       | 32     | 22     |
|                | Rudy Namur     | DVG            | 4 225        | 30,90        | 4 878       | 34,41       | 7      | 5      |
|                | Pascal Erre    | FN             | 2 803        | 20,50        | 2 706       | 19,09       | 4      | 2      |
|                | Bernard Namura | DVG            | 718          | 5,25         |             |             |        |        |
|                |                |                |              |              |             |             |        |        |
| Inscrits       | Inscrits       | Inscrits       | 25 497       | 100,00       | 25 498      | 100,00      |        |        |
| Abstentions    | Abstentions    | Abstentions    | 11 324       | 44,41        | 10 847      | 42,54       |        |        |
| Votants        | Votants        | Votants        | 14 173       | 55,59        | 14 651      | 57,46       |        |        |
| Blancs et nuls | Blancs et nuls | Blancs et nuls | 503          | 3,55         | 479         | 3,27        |        |        |
| Exprimés       | Exprimés       | Exprimés       | 13 670       | 96,45        | 14 172      | 96,73       |        |        |

### Champigny
- Maire sortant : Pierre Georgin (DVD)
- 15 sièges à pourvoir au conseil municipal (population légale 2011 : 1 352 habitants)
- 2 sièges à pourvoir au conseil communautaire (CU Grand Reims)

|                          | Pierre Georgin * | DVD            | 465   | 100,00 | 15 | 2 |  |  |
|                          |                  |                |       |        |    |   |  |  |
| Inscrits                 | Inscrits         | Inscrits       | 1 056 | 100,00 |    |   |  |  |
| Abstentions              | Abstentions      | Abstentions    | 517   | 48,96  |    |   |  |  |
| Votants                  | Votants          | Votants        | 539   | 51,04  |    |   |  |  |
| Blancs et nuls           | Blancs et nuls   | Blancs et nuls | 74    | 13,73  |    |   |  |  |
| Exprimés                 | Exprimés         | Exprimés       | 465   | 86,27  |    |   |  |  |
| * Liste du maire sortant |                  |                |       |        |    |   |  |  |

### Compertrix
- Maire sortant : Yannick Paré
- 15 sièges à pourvoir au conseil municipal (population légale 2011 : 1 373 habitants)
- 2 sièges à pourvoir au conseil communautaire (CA de Châlons-en-Champagne)

|                | Pascal Lefort  | SE             | 464   | 100,00 | 15 | 2 |  |  |
|                |                |                |       |        |    |   |  |  |
| Inscrits       | Inscrits       | Inscrits       | 1 014 | 100,00 |    |   |  |  |
| Abstentions    | Abstentions    | Abstentions    | 479   | 47,24  |    |   |  |  |
| Votants        | Votants        | Votants        | 535   | 52,76  |    |   |  |  |
| Blancs et nuls | Blancs et nuls | Blancs et nuls | 71    | 13,27  |    |   |  |  |
| Exprimés       | Exprimés       | Exprimés       | 464   | 86,73  |    |   |  |  |

### Connantre
- Maire sortant : Michel Jacob (DVD)
- 15 sièges à pourvoir au conseil municipal (population légale 2011 : 1 062 habitants)
- 5 sièges à pourvoir au conseil communautaire (CC du Sud Marnais)

|                          | Michel Jacob * | DVD            | 278 | 100,00 | 15 | 5 |  |  |
|                          |                |                |     |        |    |   |  |  |
| Inscrits                 | Inscrits       | Inscrits       | 750 | 100,00 |    |   |  |  |
| Abstentions              | Abstentions    | Abstentions    | 366 | 48,80  |    |   |  |  |
| Votants                  | Votants        | Votants        | 384 | 51,20  |    |   |  |  |
| Blancs et nuls           | Blancs et nuls | Blancs et nuls | 106 | 27,60  |    |   |  |  |
| Exprimés                 | Exprimés       | Exprimés       | 278 | 72,40  |    |   |  |  |
| * Liste du maire sortant |                |                |     |        |    |   |  |  |

### Cormicy
- Maire sortant : Dominique Decaudin (DVD)
- 15 sièges à pourvoir au conseil municipal (population légale 2011 : 1 420 habitants)
- 3 sièges à pourvoir au conseil communautaire (CU Grand Reims)

|                          | Dominique Decaudin * | DVG            | 471   | 62,88  | 13 | 2 |  |  |
|                          | Francine Girard      | DVG            | 278   | 37,11  | 2  | 1 |  |  |
|                          |                      |                |       |        |    |   |  |  |
| Inscrits                 | Inscrits             | Inscrits       | 1 060 | 100,00 |    |   |  |  |
| Abstentions              | Abstentions          | Abstentions    | 273   | 25,75  |    |   |  |  |
| Votants                  | Votants              | Votants        | 787   | 74,25  |    |   |  |  |
| Blancs et nuls           | Blancs et nuls       | Blancs et nuls | 38    | 4,83   |    |   |  |  |
| Exprimés                 | Exprimés             | Exprimés       | 749   | 95,17  |    |   |  |  |
| * Liste du maire sortant |                      |                |       |        |    |   |  |  |

### Cormontreuil
- Maire sortant : Jean Marx (PS)
- 29 sièges à pourvoir au conseil municipal (population légale 2011 : 5 999 habitants)
- 6 sièges à pourvoir au conseil communautaire (CU Grand Reims)

|                          | Jean Marx *    | DVG            | 2 458 | 78,55  | 26 | 6 |  |  |
|                          | Cédric Thiry   | UMP-UDI        | 671   | 21,44  | 3  |   |  |  |
|                          |                |                |       |        |    |   |  |  |
| Inscrits                 | Inscrits       | Inscrits       | 5 224 | 100,00 |    |   |  |  |
| Abstentions              | Abstentions    | Abstentions    | 1 965 | 37,61  |    |   |  |  |
| Votants                  | Votants        | Votants        | 3 259 | 62,39  |    |   |  |  |
| Blancs et nuls           | Blancs et nuls | Blancs et nuls | 130   | 3,99   |    |   |  |  |
| Exprimés                 | Exprimés       | Exprimés       | 3 129 | 96,01  |    |   |  |  |
| * Liste du maire sortant |                |                |       |        |    |   |  |  |

### Courcy
- Maire sortant : Martine Jolly (DVG)
- 15 sièges à pourvoir au conseil municipal (population légale 2011 : 1 279 habitants)
- 3 sièges à pourvoir au conseil communautaire (CU Grand Reims)

|                          | Martine Jolly * | SE             | 417 | 100,00 | 15 | 3 |  |  |
|                          |                 |                |     |        |    |   |  |  |
| Inscrits                 | Inscrits        | Inscrits       | 801 | 100,00 |    |   |  |  |
| Abstentions              | Abstentions     | Abstentions    | 345 | 43,07  |    |   |  |  |
| Votants                  | Votants         | Votants        | 456 | 56,93  |    |   |  |  |
| Blancs et nuls           | Blancs et nuls  | Blancs et nuls | 39  | 8,55   |    |   |  |  |
| Exprimés                 | Exprimés        | Exprimés       | 417 | 91,45  |    |   |  |  |
| * Liste du maire sortant |                 |                |     |        |    |   |  |  |

### Courtisols
- Maire sortant : Hubert Arrouart (DVD)
- 23 sièges à pourvoir au conseil municipal (population légale 2011 : 2 525 habitants)
- 8 sièges à pourvoir au conseil communautaire (CC de la Moivre à la Coole)

|                          | Hubert Arrouart * | DVD            | 880   | 100,00 | 23 | 8 |  |  |
|                          |                   |                |       |        |    |   |  |  |
| Inscrits                 | Inscrits          | Inscrits       | 2 001 | 100,00 |    |   |  |  |
| Abstentions              | Abstentions       | Abstentions    | 842   | 42,08  |    |   |  |  |
| Votants                  | Votants           | Votants        | 1 159 | 57,92  |    |   |  |  |
| Blancs et nuls           | Blancs et nuls    | Blancs et nuls | 279   | 24,07  |    |   |  |  |
| Exprimés                 | Exprimés          | Exprimés       | 880   | 75,93  |    |   |  |  |
| * Liste du maire sortant |                   |                |       |        |    |   |  |  |

### Damery
- Maire sortant : Danièle Fortier
- 19 sièges à pourvoir au conseil municipal (population légale 2011 : 1 510 habitants)
- 4 sièges à pourvoir au conseil communautaire (CC des Paysages de la Champagne)

|                | Régis Coutant  | DVD            | 425   | 100,00 | 19 | 4 |  |  |
|                |                |                |       |        |    |   |  |  |
| Inscrits       | Inscrits       | Inscrits       | 1 110 | 100,00 |    |   |  |  |
| Abstentions    | Abstentions    | Abstentions    | 471   | 42,43  |    |   |  |  |
| Votants        | Votants        | Votants        | 639   | 57,57  |    |   |  |  |
| Blancs et nuls | Blancs et nuls | Blancs et nuls | 214   | 33,49  |    |   |  |  |
| Exprimés       | Exprimés       | Exprimés       | 425   | 66,51  |    |   |  |  |

### Dizy
- Maire sortant : Barbara Naveau (SE)
- 19 sièges à pourvoir au conseil municipal (population légale 2011 : 1 595 habitants)
- 4 sièges à pourvoir au conseil communautaire (CC de la Grande Vallée de la Marne)

|                          | Barbara Naveau * | SE             | 568   | 100,00 | 19 | 4 |  |  |
|                          |                  |                |       |        |    |   |  |  |
| Inscrits                 | Inscrits         | Inscrits       | 1 291 | 100,00 |    |   |  |  |
| Abstentions              | Abstentions      | Abstentions    | 578   | 44,77  |    |   |  |  |
| Votants                  | Votants          | Votants        | 713   | 55,23  |    |   |  |  |
| Blancs et nuls           | Blancs et nuls   | Blancs et nuls | 145   | 20,34  |    |   |  |  |
| Exprimés                 | Exprimés         | Exprimés       | 568   | 79,66  |    |   |  |  |
| * Liste du maire sortant |                  |                |       |        |    |   |  |  |

### Dormans
- Maire sortant : Christian Bruyen (DVD)
- 23 sièges à pourvoir au conseil municipal (population légale 2011 : 2 900 habitants)
- 7 sièges à pourvoir au conseil communautaire (CC des Paysages de la Champagne)

|                          | Christian Bruyen * | DVD            | 925   | 100,00 | 23 | 7 |  |  |
|                          |                    |                |       |        |    |   |  |  |
| Inscrits                 | Inscrits           | Inscrits       | 2 195 | 100,00 |    |   |  |  |
| Abstentions              | Abstentions        | Abstentions    | 1 076 | 49,02  |    |   |  |  |
| Votants                  | Votants            | Votants        | 1 119 | 50,98  |    |   |  |  |
| Blancs et nuls           | Blancs et nuls     | Blancs et nuls | 194   | 17,34  |    |   |  |  |
| Exprimés                 | Exprimés           | Exprimés       | 925   | 82,66  |    |   |  |  |
| * Liste du maire sortant |                    |                |       |        |    |   |  |  |

### Épernay
- Maire sortant : Franck Leroy (UDI)
- 35 sièges à pourvoir au conseil municipal (population légale 2011 : 23 888 habitants)
- 28 sièges à pourvoir au conseil communautaire (CA Épernay, Coteaux et Plaine de Champagne)

| Tête de liste            | Tête de liste       | Liste          | Premier tour | Premier tour | Second tour | Second tour | Sièges | Sièges |
| Tête de liste            | Tête de liste       | Liste          | Voix         | %            | Voix        | %           | CM     | CC     |
| ------------------------ | ------------------- | -------------- | ------------ | ------------ | ----------- | ----------- | ------ | ------ |
|                          | Franck Leroy *      | UMP-UDI        | 3 507        | 48,22        | 3 977       | 56,54       | 28     | 23     |
|                          | Sébastien Durançois | FN             | 1 011        | 13,90        | 1 276       | 18,14       | 3      | 2      |
|                          | Jean Paul Angers    | DVG            | 895          | 12,30        | 1 204       | 17,11       | 3      | 2      |
|                          | Marc Lefèvre        | PS-PCF-EELV    | 733          | 10,07        | 576         | 8,18        | 1      | 1      |
|                          | Jérémie Thévenin    | DVG            | 577          | 7,93         |             |             |        |        |
|                          | Alain Lairé         | SE             | 549          | 7,54         |             |             |        |        |
|                          |                     |                |              |              |             |             |        |        |
| Inscrits                 | Inscrits            | Inscrits       | 15 191       | 100,00       | 15 191      | 100,00      |        |        |
| Abstentions              | Abstentions         | Abstentions    | 7 645        | 50,33        | 7 877       | 51,85       |        |        |
| Votants                  | Votants             | Votants        | 7 546        | 49,67        | 7 314       | 48,15       |        |        |
| Blancs et nuls           | Blancs et nuls      | Blancs et nuls | 274          | 3,63         | 281         | 3,84        |        |        |
| Exprimés                 | Exprimés            | Exprimés       | 7 272        | 96,37        | 7 033       | 96,16       |        |        |
| * Liste du maire sortant |                     |                |              |              |             |             |        |        |

### Esternay
- Maire sortant : Patrice Valentin (DVD)
- 19 sièges à pourvoir au conseil municipal (population légale 2011 : 1 848 habitants)
- 9 sièges à pourvoir au conseil communautaire (CC de Sézanne Sud-Ouest Marnais)

|                          | Patrice Valentin * | DVD            | 597   | 100,00 | 19 | 9 |  |  |
|                          |                    |                |       |        |    |   |  |  |
| Inscrits                 | Inscrits           | Inscrits       | 1 200 | 100,00 |    |   |  |  |
| Abstentions              | Abstentions        | Abstentions    | 493   | 41,08  |    |   |  |  |
| Votants                  | Votants            | Votants        | 707   | 58,92  |    |   |  |  |
| Blancs et nuls           | Blancs et nuls     | Blancs et nuls | 110   | 15,56  |    |   |  |  |
| Exprimés                 | Exprimés           | Exprimés       | 597   | 84,44  |    |   |  |  |
| * Liste du maire sortant |                    |                |       |        |    |   |  |  |

### Fagnières
- Maire sortant : Alain Biaux (EELV)
- 27 sièges à pourvoir au conseil municipal (population légale 2011 : 4 350 habitants)
- 5 sièges à pourvoir au conseil communautaire (CA de Châlons-en-Champagne)

|                          | Alain Biaux *  | EELV           | 1 278 | 52,83  | 21 | 5 |  |  |
|                          | Gérard Kestler | DVD            | 557   | 23,02  | 3  |   |  |  |
|                          | Thierry Besson | FN             | 352   | 14,55  | 2  |   |  |  |
|                          | José Antunes   | DVD            | 232   | 9,59   | 1  |   |  |  |
|                          |                |                |       |        |    |   |  |  |
| Inscrits                 | Inscrits       | Inscrits       | 3 935 | 100,00 |    |   |  |  |
| Abstentions              | Abstentions    | Abstentions    | 1 463 | 37,18  |    |   |  |  |
| Votants                  | Votants        | Votants        | 2 472 | 62,82  |    |   |  |  |
| Blancs et nuls           | Blancs et nuls | Blancs et nuls | 53    | 2,14   |    |   |  |  |
| Exprimés                 | Exprimés       | Exprimés       | 2 419 | 97,86  |    |   |  |  |
| * Liste du maire sortant |                |                |       |        |    |   |  |  |

### Fère-Champenoise
- Maire sortant : Gérard Gorisse (UDI)
- 19 sièges à pourvoir au conseil municipal (population légale 2011 : 2 293 habitants)
- 10 sièges à pourvoir au conseil communautaire (CC du Sud Marnais)

|                          | Bruno Legrand    | DVD            | 570   | 54,28  | 15 | 8 |  |  |
|                          | Gérard Gorisse * | UDI            | 480   | 45,71  | 4  | 2 |  |  |
|                          |                  |                |       |        |    |   |  |  |
| Inscrits                 | Inscrits         | Inscrits       | 1 580 | 100,00 |    |   |  |  |
| Abstentions              | Abstentions      | Abstentions    | 468   | 29,62  |    |   |  |  |
| Votants                  | Votants          | Votants        | 1 112 | 70,38  |    |   |  |  |
| Blancs et nuls           | Blancs et nuls   | Blancs et nuls | 62    | 5,58   |    |   |  |  |
| Exprimés                 | Exprimés         | Exprimés       | 1 050 | 94,42  |    |   |  |  |
| * Liste du maire sortant |                  |                |       |        |    |   |  |  |

### Fismes
- Maire sortant : Jean-Pierre Pinon (PS)
- 29 sièges à pourvoir au conseil municipal (population légale 2011 : 5 404 habitants)
- 18 sièges à pourvoir au conseil communautaire (CU Grand Reims)

|                          | Jean-Pierre Pinon * | DVG            | 1 468 | 100,00 | 29 | 18 |  |  |
|                          |                     |                |       |        |    |    |  |  |
| Inscrits                 | Inscrits            | Inscrits       | 3 830 | 100,00 |    |    |  |  |
| Abstentions              | Abstentions         | Abstentions    | 2 037 | 53,19  |    |    |  |  |
| Votants                  | Votants             | Votants        | 1 793 | 46,81  |    |    |  |  |
| Blancs et nuls           | Blancs et nuls      | Blancs et nuls | 325   | 18,13  |    |    |  |  |
| Exprimés                 | Exprimés            | Exprimés       | 1 468 | 81,87  |    |    |  |  |
| * Liste du maire sortant |                     |                |       |        |    |    |  |  |

### Frignicourt
- Maire sortant : Daniel Yon (DVG)
- 19 sièges à pourvoir au conseil municipal (population légale 2011 : 1 833 habitants)
- 3 sièges à pourvoir au conseil communautaire (CC Vitry, Champagne et Der)

| Tête de liste            | Tête de liste    | Liste          | Premier tour | Premier tour | Second tour | Second tour | Sièges | Sièges |
| Tête de liste            | Tête de liste    | Liste          | Voix         | %            | Voix        | %           | CM     | CC     |
| ------------------------ | ---------------- | -------------- | ------------ | ------------ | ----------- | ----------- | ------ | ------ |
|                          | Florian Thiery   | DVD            | 279          | 30,45        | 428         | 42,67       | 14     | 2      |
|                          | Daniel Yon *     | DVG            | 274          | 29,91        | 312         | 31,10       | 3      | 1      |
|                          | Francis Blazquez | DVG            | 223          | 24,34        | 263         | 26,22       | 2      |        |
|                          | Gilles Sue       | DVG            | 140          | 15,28        |             |             |        |        |
|                          |                  |                |              |              |             |             |        |        |
| Inscrits                 | Inscrits         | Inscrits       | 1 495        | 100,00       | 1 495       | 100,00      |        |        |
| Abstentions              | Abstentions      | Abstentions    | 551          | 36,86        | 473         | 31,64       |        |        |
| Votants                  | Votants          | Votants        | 944          | 63,14        | 1 022       | 68,36       |        |        |
| Blancs et nuls           | Blancs et nuls   | Blancs et nuls | 28           | 2,97         | 19          | 1,86        |        |        |
| Exprimés                 | Exprimés         | Exprimés       | 916          | 97,03        | 1 003       | 98,14       |        |        |
| * Liste du maire sortant |                  |                |              |              |             |             |        |        |

### Gueux
- Maire sortant : Jean-Pierre Ronseaux (DVD)
- 19 sièges à pourvoir au conseil municipal (population légale 2011 : 1 731 habitants)
- 4 sièges à pourvoir au conseil communautaire (CU Grand Reims)

|                          | Jean-Pierre Ronseaux * | DVD            | 520   | 55,79  | 15 | 3 |  |  |
|                          | Jean-Luc Lhéritier     | DVD            | 412   | 44,20  | 4  | 1 |  |  |
|                          |                        |                |       |        |    |   |  |  |
| Inscrits                 | Inscrits               | Inscrits       | 1 337 | 100,00 |    |   |  |  |
| Abstentions              | Abstentions            | Abstentions    | 373   | 27,90  |    |   |  |  |
| Votants                  | Votants                | Votants        | 964   | 72,10  |    |   |  |  |
| Blancs et nuls           | Blancs et nuls         | Blancs et nuls | 32    | 3,32   |    |   |  |  |
| Exprimés                 | Exprimés               | Exprimés       | 932   | 96,68  |    |   |  |  |
| * Liste du maire sortant |                        |                |       |        |    |   |  |  |

### Hermonville
- Maire sortant : Katia Beaujard (DVD)
- 15 sièges à pourvoir au conseil municipal (population légale 2011 : 1 403 habitants)
- 3 sièges à pourvoir au conseil communautaire (CU Grand Reims)

|                          | Katia Beaujard * | SE             | 387   | 100,00 | 15 | 3 |  |  |
|                          |                  |                |       |        |    |   |  |  |
| Inscrits                 | Inscrits         | Inscrits       | 1 088 | 100,00 |    |   |  |  |
| Abstentions              | Abstentions      | Abstentions    | 558   | 51,29  |    |   |  |  |
| Votants                  | Votants          | Votants        | 530   | 48,71  |    |   |  |  |
| Blancs et nuls           | Blancs et nuls   | Blancs et nuls | 143   | 26,98  |    |   |  |  |
| Exprimés                 | Exprimés         | Exprimés       | 387   | 73,02  |    |   |  |  |
| * Liste du maire sortant |                  |                |       |        |    |   |  |  |

### Jonchery-sur-Vesle
- Maire sortant : Michel Hannotin (DVD)
- 19 sièges à pourvoir au conseil municipal (population légale 2011 : 1 948 habitants)
- 6 sièges à pourvoir au conseil communautaire (CU Grand Reims)

|                          | Michel Hannotin * | DVD            | 545   | 55,38  | 15 | 5 |  |  |
|                          | Nadine Poulain    | DVG            | 439   | 44,61  | 4  | 1 |  |  |
|                          |                   |                |       |        |    |   |  |  |
| Inscrits                 | Inscrits          | Inscrits       | 1 529 | 100,00 |    |   |  |  |
| Abstentions              | Abstentions       | Abstentions    | 520   | 34,01  |    |   |  |  |
| Votants                  | Votants           | Votants        | 1 009 | 65,99  |    |   |  |  |
| Blancs et nuls           | Blancs et nuls    | Blancs et nuls | 25    | 2,48   |    |   |  |  |
| Exprimés                 | Exprimés          | Exprimés       | 984   | 97,52  |    |   |  |  |
| * Liste du maire sortant |                   |                |       |        |    |   |  |  |

### Juvigny
- Maire sortant : Chantal Choubat (DVD)
- 15 sièges à pourvoir au conseil municipal (population légale 2011 : 1 012 habitants)
- 2 sièges à pourvoir au conseil communautaire (CA de Châlons-en-Champagne)

|                          | Chantal Choubat * | DVD            | 300 | 58,93  | 12 | 2 |  |  |
|                          | Marc Walisko      | DVD            | 209 | 41,06  | 3  |   |  |  |
|                          |                   |                |     |        |    |   |  |  |
| Inscrits                 | Inscrits          | Inscrits       | 770 | 100,00 |    |   |  |  |
| Abstentions              | Abstentions       | Abstentions    | 244 | 31,69  |    |   |  |  |
| Votants                  | Votants           | Votants        | 526 | 68,31  |    |   |  |  |
| Blancs et nuls           | Blancs et nuls    | Blancs et nuls | 17  | 3,23   |    |   |  |  |
| Exprimés                 | Exprimés          | Exprimés       | 509 | 96,77  |    |   |  |  |
| * Liste du maire sortant |                   |                |     |        |    |   |  |  |

### Le Mesnil-sur-Oger
- Maire sortant : Pascal Launois (DVD)
- 15 sièges à pourvoir au conseil municipal (population légale 2011 : 1 202 habitants)
- 4 sièges à pourvoir au conseil communautaire (CA Épernay, Coteaux et Plaine de Champagne)

|                          | Pascal Launois * | DVD            | 270 | 100,00 | 15 | 4 |  |  |
|                          |                  |                |     |        |    |   |  |  |
| Inscrits                 | Inscrits         | Inscrits       | 840 | 100,00 |    |   |  |  |
| Abstentions              | Abstentions      | Abstentions    | 379 | 45,12  |    |   |  |  |
| Votants                  | Votants          | Votants        | 461 | 54,88  |    |   |  |  |
| Blancs et nuls           | Blancs et nuls   | Blancs et nuls | 191 | 41,43  |    |   |  |  |
| Exprimés                 | Exprimés         | Exprimés       | 270 | 58,57  |    |   |  |  |
| * Liste du maire sortant |                  |                |     |        |    |   |  |  |

### Livry-Louvercy
- Maire sortant : Daniel Gougelet
- 15 sièges à pourvoir au conseil municipal (population légale 2011 : 1 001 habitants)
- 3 sièges à pourvoir au conseil communautaire (CA de Châlons-en-Champagne)

|                | Pascal Marchand | DVG            | 285 | 57,80  | 12 | 2 |  |  |
|                | Pascale Lucas   | DVD            | 208 | 42,19  | 3  | 1 |  |  |
|                |                 |                |     |        |    |   |  |  |
| Inscrits       | Inscrits        | Inscrits       | 747 | 100,00 |    |   |  |  |
| Abstentions    | Abstentions     | Abstentions    | 234 | 31,33  |    |   |  |  |
| Votants        | Votants         | Votants        | 513 | 68,67  |    |   |  |  |
| Blancs et nuls | Blancs et nuls  | Blancs et nuls | 20  | 3,90   |    |   |  |  |
| Exprimés       | Exprimés        | Exprimés       | 493 | 96,10  |    |   |  |  |

### Loivre
- Maire sortant : Michel Guillou (DVD)
- 15 sièges à pourvoir au conseil municipal (population légale 2011 : 1 156 habitants)
- 3 sièges à pourvoir au conseil communautaire (CU Grand Reims)

|                          | Michel Guillou * | DVD            | 436   | 100,00 | 15 | 3 |  |  |
|                          |                  |                |       |        |    |   |  |  |
| Inscrits                 | Inscrits         | Inscrits       | 1 063 | 100,00 |    |   |  |  |
| Abstentions              | Abstentions      | Abstentions    | 499   | 46,94  |    |   |  |  |
| Votants                  | Votants          | Votants        | 564   | 53,06  |    |   |  |  |
| Blancs et nuls           | Blancs et nuls   | Blancs et nuls | 128   | 22,70  |    |   |  |  |
| Exprimés                 | Exprimés         | Exprimés       | 436   | 77,30  |    |   |  |  |
| * Liste du maire sortant |                  |                |       |        |    |   |  |  |

### Magenta
- Maire sortant : Laurent Madeline (DVD)
- 19 sièges à pourvoir au conseil municipal (population légale 2011 : 1 747 habitants)
- 3 sièges à pourvoir au conseil communautaire (CA Épernay, Coteaux et Plaine de Champagne)

|                          | Laurent Madeline * | DVD            | 621   | 100,00 | 19 | 3 |  |  |
|                          |                    |                |       |        |    |   |  |  |
| Inscrits                 | Inscrits           | Inscrits       | 1 360 | 100,00 |    |   |  |  |
| Abstentions              | Abstentions        | Abstentions    | 653   | 48,01  |    |   |  |  |
| Votants                  | Votants            | Votants        | 707   | 51,99  |    |   |  |  |
| Blancs et nuls           | Blancs et nuls     | Blancs et nuls | 86    | 12,16  |    |   |  |  |
| Exprimés                 | Exprimés           | Exprimés       | 621   | 87,84  |    |   |  |  |
| * Liste du maire sortant |                    |                |       |        |    |   |  |  |

### Mardeuil
- Maire sortant : Pierre Martinet (PCF)
- 19 sièges à pourvoir au conseil municipal (population légale 2011 : 1 531 habitants)
- 2 sièges à pourvoir au conseil communautaire (CA Épernay, Coteaux et Plaine de Champagne)

|                          | Pierre Martinet * | DVG            | 698   | 100,00 | 19 | 2 |  |  |
|                          |                   |                |       |        |    |   |  |  |
| Inscrits                 | Inscrits          | Inscrits       | 1 284 | 100,00 |    |   |  |  |
| Abstentions              | Abstentions       | Abstentions    | 486   | 37,85  |    |   |  |  |
| Votants                  | Votants           | Votants        | 798   | 62,15  |    |   |  |  |
| Blancs et nuls           | Blancs et nuls    | Blancs et nuls | 100   | 12,53  |    |   |  |  |
| Exprimés                 | Exprimés          | Exprimés       | 698   | 87,47  |    |   |  |  |
| * Liste du maire sortant |                   |                |       |        |    |   |  |  |

### Mareuil-le-Port
- Maire sortant : Sabine Thibaud (MoDem)
- 15 sièges à pourvoir au conseil municipal (population légale 2011 : 1 192 habitants)
- 3 sièges à pourvoir au conseil communautaire (CC des Paysages de la Champagne)

|                          | Patrick Jager    | DVD            | 380 | 70,11  | 13 | 3 |  |  |
|                          | Sabine Thibaud * | MoDem          | 162 | 29,88  | 2  |   |  |  |
|                          |                  |                |     |        |    |   |  |  |
| Inscrits                 | Inscrits         | Inscrits       | 835 | 100,00 |    |   |  |  |
| Abstentions              | Abstentions      | Abstentions    | 268 | 32,10  |    |   |  |  |
| Votants                  | Votants          | Votants        | 567 | 67,90  |    |   |  |  |
| Blancs et nuls           | Blancs et nuls   | Blancs et nuls | 25  | 4,41   |    |   |  |  |
| Exprimés                 | Exprimés         | Exprimés       | 542 | 95,59  |    |   |  |  |
| * Liste du maire sortant |                  |                |     |        |    |   |  |  |

### Mareuil-sur-Ay
- Maire sortant : Christian Drouin (DVD)
- 15 sièges à pourvoir au conseil municipal (population légale 2011 : 1 231 habitants)
- 4 sièges à pourvoir au conseil communautaire (CC de la Grande Vallée de la Marne)

|                          | Christian Drouin * | DVD            | 499 | 100,00 | 15 | 4 |  |  |
|                          |                    |                |     |        |    |   |  |  |
| Inscrits                 | Inscrits           | Inscrits       | 945 | 100,00 |    |   |  |  |
| Abstentions              | Abstentions        | Abstentions    | 353 | 37,35  |    |   |  |  |
| Votants                  | Votants            | Votants        | 592 | 62,65  |    |   |  |  |
| Blancs et nuls           | Blancs et nuls     | Blancs et nuls | 93  | 15,71  |    |   |  |  |
| Exprimés                 | Exprimés           | Exprimés       | 499 | 84,29  |    |   |  |  |
| * Liste du maire sortant |                    |                |     |        |    |   |  |  |

### Montmirail
- Maire sortant : Bernard Doucet (UMP)
- 27 sièges à pourvoir au conseil municipal (population légale 2011 : 3 793 habitants)
- 11 sièges à pourvoir au conseil communautaire (CC de la Brie champenoise)

|                | Étienne Dhuicq | DVD            | 938   | 62,57  | 22 | 9 |  |  |
|                | Yvonne Thimond | DVD            | 561   | 37,42  | 5  | 2 |  |  |
|                |                |                |       |        |    |   |  |  |
| Inscrits       | Inscrits       | Inscrits       | 2 702 | 100,00 |    |   |  |  |
| Abstentions    | Abstentions    | Abstentions    | 1 081 | 40,01  |    |   |  |  |
| Votants        | Votants        | Votants        | 1 621 | 59,99  |    |   |  |  |
| Blancs et nuls | Blancs et nuls | Blancs et nuls | 122   | 7,53   |    |   |  |  |
| Exprimés       | Exprimés       | Exprimés       | 1 499 | 92,47  |    |   |  |  |

### Mourmelon-le-Grand
- Maire sortant : Fabrice Loncol (DVD)
- 29 sièges à pourvoir au conseil municipal (population légale 2011 : 5 186 habitants)
- 15 sièges à pourvoir au conseil communautaire (CA de Châlons-en-Champagne)

|                          | Fabrice Loncol * | DVD            | 1 184 | 100,00 | 29 | 15 |  |  |
|                          |                  |                |       |        |    |    |  |  |
| Inscrits                 | Inscrits         | Inscrits       | 2 655 | 100,00 |    |    |  |  |
| Abstentions              | Abstentions      | Abstentions    | 1 253 | 47,19  |    |    |  |  |
| Votants                  | Votants          | Votants        | 1 402 | 52,81  |    |    |  |  |
| Blancs et nuls           | Blancs et nuls   | Blancs et nuls | 218   | 15,55  |    |    |  |  |
| Exprimés                 | Exprimés         | Exprimés       | 1 184 | 84,45  |    |    |  |  |
| * Liste du maire sortant |                  |                |       |        |    |    |  |  |

### Muizon
- Maire sortant : Germain Renard (DVD)
- 19 sièges à pourvoir au conseil municipal (population légale 2011 : 2 186 habitants)
- 4 sièges à pourvoir au conseil communautaire (CU Grand Reims)

|                          | Germain Renard * | DVD            | 693   | 63,75  | 16 | 3 |  |  |
|                          | Jacques Bruyères | DVD            | 394   | 36,24  | 3  | 1 |  |  |
|                          |                  |                |       |        |    |   |  |  |
| Inscrits                 | Inscrits         | Inscrits       | 1 712 | 100,00 |    |   |  |  |
| Abstentions              | Abstentions      | Abstentions    | 575   | 33,59  |    |   |  |  |
| Votants                  | Votants          | Votants        | 1 137 | 66,41  |    |   |  |  |
| Blancs et nuls           | Blancs et nuls   | Blancs et nuls | 50    | 4,40   |    |   |  |  |
| Exprimés                 | Exprimés         | Exprimés       | 1 087 | 95,60  |    |   |  |  |
| * Liste du maire sortant |                  |                |       |        |    |   |  |  |

### Pargny-sur-Saulx
- Maire sortant : Denise Guérin (DVG)
- 19 sièges à pourvoir au conseil municipal (population légale 2011 : 2 002 habitants)
- 5 sièges à pourvoir au conseil communautaire (CC Côtes de Champagne et Val de Saulx)

|                          | Denise Guérin *  | DVG            | 534   | 75,53  | 17 | 5 |  |  |
|                          | Jean-Luc Lorenzi | DVD            | 173   | 24,46  | 2  |   |  |  |
|                          |                  |                |       |        |    |   |  |  |
| Inscrits                 | Inscrits         | Inscrits       | 1 460 | 100,00 |    |   |  |  |
| Abstentions              | Abstentions      | Abstentions    | 689   | 47,19  |    |   |  |  |
| Votants                  | Votants          | Votants        | 771   | 52,81  |    |   |  |  |
| Blancs et nuls           | Blancs et nuls   | Blancs et nuls | 64    | 8,30   |    |   |  |  |
| Exprimés                 | Exprimés         | Exprimés       | 707   | 91,70  |    |   |  |  |
| * Liste du maire sortant |                  |                |       |        |    |   |  |  |

### Pierry
- Maire sortant : Bertrand Famelart
- 15 sièges à pourvoir au conseil municipal (population légale 2011 : 1 189 habitants)
- 2 sièges à pourvoir au conseil communautaire (CA Épernay, Coteaux et Plaine de Champagne)

|                | Éric Plasson   | DVD            | 420   | 100,00 | 15 | 2 |  |  |
|                |                |                |       |        |    |   |  |  |
| Inscrits       | Inscrits       | Inscrits       | 1 066 | 100,00 |    |   |  |  |
| Abstentions    | Abstentions    | Abstentions    | 538   | 50,47  |    |   |  |  |
| Votants        | Votants        | Votants        | 528   | 49,53  |    |   |  |  |
| Blancs et nuls | Blancs et nuls | Blancs et nuls | 108   | 20,45  |    |   |  |  |
| Exprimés       | Exprimés       | Exprimés       | 420   | 79,55  |    |   |  |  |

### Pontfaverger-Moronvilliers
- Maire sortant : Francis Rannou (DVD)
- 19 sièges à pourvoir au conseil municipal (population légale 2011 : 1 631 habitants)
- 7 sièges à pourvoir au conseil communautaire (CU Grand Reims)

|                          | Damien Girard    | SE             | 446   | 56,38  | 15 | 6 |  |  |
|                          | Francis Rannou * | DVD            | 345   | 43,61  | 4  | 1 |  |  |
|                          |                  |                |       |        |    |   |  |  |
| Inscrits                 | Inscrits         | Inscrits       | 1 146 | 100,00 |    |   |  |  |
| Abstentions              | Abstentions      | Abstentions    | 326   | 28,45  |    |   |  |  |
| Votants                  | Votants          | Votants        | 820   | 71,55  |    |   |  |  |
| Blancs et nuls           | Blancs et nuls   | Blancs et nuls | 29    | 3,54   |    |   |  |  |
| Exprimés                 | Exprimés         | Exprimés       | 791   | 96,46  |    |   |  |  |
| * Liste du maire sortant |                  |                |       |        |    |   |  |  |

### Prunay
- Maire sortant : Frédéric Lepan (DVD)
- 15 sièges à pourvoir au conseil municipal (population légale 2011 : 1 052 habitants)
- 2 sièges à pourvoir au conseil communautaire (CU Grand Reims)

|                          | Frédéric Lepan * | DVD            | 289 | 100,00 | 15 | 2 |  |  |
|                          |                  |                |     |        |    |   |  |  |
| Inscrits                 | Inscrits         | Inscrits       | 780 | 100,00 |    |   |  |  |
| Abstentions              | Abstentions      | Abstentions    | 375 | 48,08  |    |   |  |  |
| Votants                  | Votants          | Votants        | 405 | 51,92  |    |   |  |  |
| Blancs et nuls           | Blancs et nuls   | Blancs et nuls | 116 | 28,64  |    |   |  |  |
| Exprimés                 | Exprimés         | Exprimés       | 289 | 71,36  |    |   |  |  |
| * Liste du maire sortant |                  |                |     |        |    |   |  |  |

### Recy
- Maire sortant : Michel Valter (DVD)
- 15 sièges à pourvoir au conseil municipal (population légale 2011 : 1 042 habitants)
- 2 sièges à pourvoir au conseil communautaire (CA de Châlons-en-Champagne)

|                          | Michel Valter * | DVD            | 435 | 100,00 | 15 | 2 |  |  |
|                          |                 |                |     |        |    |   |  |  |
| Inscrits                 | Inscrits        | Inscrits       | 833 | 100,00 |    |   |  |  |
| Abstentions              | Abstentions     | Abstentions    | 345 | 41,42  |    |   |  |  |
| Votants                  | Votants         | Votants        | 488 | 58,58  |    |   |  |  |
| Blancs et nuls           | Blancs et nuls  | Blancs et nuls | 53  | 10,86  |    |   |  |  |
| Exprimés                 | Exprimés        | Exprimés       | 435 | 89,14  |    |   |  |  |
| * Liste du maire sortant |                 |                |     |        |    |   |  |  |

### Reims
- Maire sortant : Adeline Hazan (PS)
- 59 sièges à pourvoir au conseil municipal (population légale 2011 : 180 752 habitants)
- 38 sièges à pourvoir au conseil communautaire (CU Grand Reims)

| Tête de liste            | Tête de liste   | Liste                 | Premier tour | Premier tour | Second tour | Second tour | Sièges | Sièges |
| Tête de liste            | Tête de liste   | Liste                 | Voix         | %            | Voix        | %           | CM     | CC     |
| ------------------------ | --------------- | --------------------- | ------------ | ------------ | ----------- | ----------- | ------ | ------ |
|                          | Arnaud Robinet  | UMP-UDI               | 20 159       | 39,63        | 25 297      | 46,19       | 44     | 28     |
|                          | Adeline Hazan * | PS-PCF-EELV           | 19 477       | 38,29        | 23 414      | 42,76       | 12     | 8      |
|                          | Roger Paris     | FN                    | 8 144        | 16,01        | 6 050       | 11,04       | 3      | 2      |
|                          | Karim Mellouki  | PCF diss.-PG-Ensemble | 1 736        | 3,41         |             |             |        |        |
|                          | Thomas Rose     | LO                    | 1 347        | 2,65         |             |             |        |        |
|                          |                 |                       |              |              |             |             |        |        |
| Inscrits                 | Inscrits        | Inscrits              | 100 356      | 100,00       | 100 359     | 100,00      |        |        |
| Abstentions              | Abstentions     | Abstentions           | 48 234       | 48,06        | 44 392      | 44,23       |        |        |
| Votants                  | Votants         | Votants               | 52 122       | 51,94        | 55 967      | 55,77       |        |        |
| Blancs et nuls           | Blancs et nuls  | Blancs et nuls        | 1 259        | 2,42         | 1 206       | 2,15        |        |        |
| Exprimés                 | Exprimés        | Exprimés              | 50 863       | 97,58        | 54 761      | 97,85       |        |        |
| * Liste du maire sortant |                 |                       |              |              |             |             |        |        |

### Rilly-la-Montagne
- Maire sortant : Alain Toullec (DVD)
- 15 sièges à pourvoir au conseil municipal (population légale 2011 : 1 037 habitants)
- 3 sièges à pourvoir au conseil communautaire (CU Grand Reims)

|                          | Alain Toullec * | DVD            | 308 | 100,00 | 15 | 3 |  |  |
|                          |                 |                |     |        |    |   |  |  |
| Inscrits                 | Inscrits        | Inscrits       | 822 | 100,00 |    |   |  |  |
| Abstentions              | Abstentions     | Abstentions    | 401 | 48,78  |    |   |  |  |
| Votants                  | Votants         | Votants        | 421 | 51,22  |    |   |  |  |
| Blancs et nuls           | Blancs et nuls  | Blancs et nuls | 113 | 26,84  |    |   |  |  |
| Exprimés                 | Exprimés        | Exprimés       | 308 | 73,16  |    |   |  |  |
| * Liste du maire sortant |                 |                |     |        |    |   |  |  |

### Saint-Amand-sur-Fion
- Maire sortant : Jean-Daniel Dommange
- 15 sièges à pourvoir au conseil municipal (population légale 2011 : 1 065 habitants)
- 3 sièges à pourvoir au conseil communautaire (CC Côtes de Champagne et Val de Saulx)

|                | Sylvain Lanfroy | DVD            | 355 | 60,68  | 12 | 2 |  |  |
|                | Michel Lochon   | DVD            | 230 | 39,31  | 3  | 1 |  |  |
|                |                 |                |     |        |    |   |  |  |
| Inscrits       | Inscrits        | Inscrits       | 775 | 100,00 |    |   |  |  |
| Abstentions    | Abstentions     | Abstentions    | 179 | 23,10  |    |   |  |  |
| Votants        | Votants         | Votants        | 596 | 76,90  |    |   |  |  |
| Blancs et nuls | Blancs et nuls  | Blancs et nuls | 11  | 1,85   |    |   |  |  |
| Exprimés       | Exprimés        | Exprimés       | 585 | 98,15  |    |   |  |  |

### Saint-Brice-Courcelles
- Maire sortant : Alain Lescouet (DVG)
- 23 sièges à pourvoir au conseil municipal (population légale 2011 : 3 414 habitants)
- 4 sièges à pourvoir au conseil communautaire (CU Grand Reims)

|                          | Alain Lescouet * | DVG            | 1 150 | 100,00 | 23 | 4 |  |  |
|                          |                  |                |       |        |    |   |  |  |
| Inscrits                 | Inscrits         | Inscrits       | 2 777 | 100,00 |    |   |  |  |
| Abstentions              | Abstentions      | Abstentions    | 1 333 | 48,00  |    |   |  |  |
| Votants                  | Votants          | Votants        | 1 444 | 52,00  |    |   |  |  |
| Blancs et nuls           | Blancs et nuls   | Blancs et nuls | 294   | 20,36  |    |   |  |  |
| Exprimés                 | Exprimés         | Exprimés       | 1 150 | 79,64  |    |   |  |  |
| * Liste du maire sortant |                  |                |       |        |    |   |  |  |

### Saint-Just-Sauvage
- Maire sortant : James Autreau (DVG)
- 19 sièges à pourvoir au conseil municipal (population légale 2011 : 1 525 habitants)
- 7 sièges à pourvoir au conseil communautaire (CC de Sézanne Sud-Ouest Marnais)

|                          | James Autreau * | DVG            | 407   | 57,40  | 15 | 6 |  |  |
|                          | Gérard Giboulot | DVG            | 302   | 42,59  | 4  | 1 |  |  |
|                          |                 |                |       |        |    |   |  |  |
| Inscrits                 | Inscrits        | Inscrits       | 1 061 | 100,00 |    |   |  |  |
| Abstentions              | Abstentions     | Abstentions    | 300   | 28,28  |    |   |  |  |
| Votants                  | Votants         | Votants        | 761   | 71,72  |    |   |  |  |
| Blancs et nuls           | Blancs et nuls  | Blancs et nuls | 52    | 6,83   |    |   |  |  |
| Exprimés                 | Exprimés        | Exprimés       | 709   | 93,17  |    |   |  |  |
| * Liste du maire sortant |                 |                |       |        |    |   |  |  |

### Saint-Martin-d'Ablois
- Maire sortant : Jackie Barrois (DVD)
- 15 sièges à pourvoir au conseil municipal (population légale 2011 : 1 475 habitants)
- 4 sièges à pourvoir au conseil communautaire (CC des Paysages de la Champagne)

|                          | Jackie Barrois * | DVD            | 462   | 100,00 | 15 | 4 |  |  |
|                          |                  |                |       |        |    |   |  |  |
| Inscrits                 | Inscrits         | Inscrits       | 1 051 | 100,00 |    |   |  |  |
| Abstentions              | Abstentions      | Abstentions    | 468   | 44,53  |    |   |  |  |
| Votants                  | Votants          | Votants        | 583   | 55,47  |    |   |  |  |
| Blancs et nuls           | Blancs et nuls   | Blancs et nuls | 121   | 20,75  |    |   |  |  |
| Exprimés                 | Exprimés         | Exprimés       | 462   | 79,25  |    |   |  |  |
| * Liste du maire sortant |                  |                |       |        |    |   |  |  |

### Saint-Memmie
- Maire sortant : Pierre Faynot (DVD)
- 29 sièges à pourvoir au conseil municipal (population légale 2011 : 5 411 habitants)
- 5 sièges à pourvoir au conseil communautaire (CA de Châlons-en-Champagne)

|                | Sylvie Butin      | DVD            | 1 382 | 70,47  | 25 | 5 |  |  |
|                | Jean-Pierre Maïda | DVG            | 579   | 29,52  | 4  |   |  |  |
|                |                   |                |       |        |    |   |  |  |
| Inscrits       | Inscrits          | Inscrits       | 3 775 | 100,00 |    |   |  |  |
| Abstentions    | Abstentions       | Abstentions    | 1 711 | 45,32  |    |   |  |  |
| Votants        | Votants           | Votants        | 2 064 | 54,68  |    |   |  |  |
| Blancs et nuls | Blancs et nuls    | Blancs et nuls | 103   | 4,99   |    |   |  |  |
| Exprimés       | Exprimés          | Exprimés       | 1 961 | 95,01  |    |   |  |  |

### Sainte-Menehould
- Maire sortant : Bertrand Courot (UDI)
- 27 sièges à pourvoir au conseil municipal (population légale 2011 : 4 390 habitants)
- 18 sièges à pourvoir au conseil communautaire (CC de l'Argonne Champenoise)

|                          | Bertrand Courot * | DVD            | 1 278 | 62,22  | 22 | 15 |  |  |
|                          | Olivier Aimont    | SE             | 776   | 37,77  | 5  | 3  |  |  |
|                          |                   |                |       |        |    |    |  |  |
| Inscrits                 | Inscrits          | Inscrits       | 3 097 | 100,00 |    |    |  |  |
| Abstentions              | Abstentions       | Abstentions    | 970   | 31,32  |    |    |  |  |
| Votants                  | Votants           | Votants        | 2 127 | 68,68  |    |    |  |  |
| Blancs et nuls           | Blancs et nuls    | Blancs et nuls | 73    | 3,43   |    |    |  |  |
| Exprimés                 | Exprimés          | Exprimés       | 2 054 | 96,57  |    |    |  |  |
| * Liste du maire sortant |                   |                |       |        |    |    |  |  |

### Sarry
- Maire sortant : Michel Lallement
- 19 sièges à pourvoir au conseil municipal (population légale 2011 : 2 045 habitants)
- 3 sièges à pourvoir au conseil communautaire (CA de Châlons-en-Champagne)

|                | Hervé Maillet  | DVG            | 794   | 100,00 | 19 | 3 |  |  |
|                |                |                |       |        |    |   |  |  |
| Inscrits       | Inscrits       | Inscrits       | 1 644 | 100,00 |    |   |  |  |
| Abstentions    | Abstentions    | Abstentions    | 731   | 44,46  |    |   |  |  |
| Votants        | Votants        | Votants        | 913   | 55,54  |    |   |  |  |
| Blancs et nuls | Blancs et nuls | Blancs et nuls | 119   | 13,03  |    |   |  |  |
| Exprimés       | Exprimés       | Exprimés       | 794   | 86,97  |    |   |  |  |

### Sermaize-les-Bains
- Maire sortant : Raymond Dzieja
- 19 sièges à pourvoir au conseil municipal (population légale 2011 : 2 088 habitants)
- 5 sièges à pourvoir au conseil communautaire (CC Côtes de Champagne et Val de Saulx)

| Tête de liste  | Tête de liste          | Liste          | Premier tour | Premier tour | Second tour | Second tour | Sièges | Sièges |
| Tête de liste  | Tête de liste          | Liste          | Voix         | %            | Voix        | %           | CM     | CC     |
| -------------- | ---------------------- | -------------- | ------------ | ------------ | ----------- | ----------- | ------ | ------ |
|                | Martine Millot         | DVD            | 402          | 40,97        | 437         | 43,83       | 14     | 4      |
|                | Pierre-Marie Delaborde | DVD            | 321          | 32,72        | 331         | 33,19       | 3      | 1      |
|                | Alain Pauphilet        | DVD            | 258          | 26,29        | 229         | 22,96       | 2      |        |
|                |                        |                |              |              |             |             |        |        |
| Inscrits       | Inscrits               | Inscrits       | 1 450        | 100,00       | 1 450       | 100,00      |        |        |
| Abstentions    | Abstentions            | Abstentions    | 430          | 29,66        | 431         | 29,72       |        |        |
| Votants        | Votants                | Votants        | 1 020        | 70,34        | 1 019       | 70,28       |        |        |
| Blancs et nuls | Blancs et nuls         | Blancs et nuls | 39           | 3,82         | 22          | 2,16        |        |        |
| Exprimés       | Exprimés               | Exprimés       | 981          | 96,18        | 997         | 97,84       |        |        |

### Sézanne
- Maire sortant : Philippe Bonnotte (DVG)
- 29 sièges à pourvoir au conseil municipal (population légale 2011 : 5 218 habitants)
- 18 sièges à pourvoir au conseil communautaire (CC de Sézanne Sud-Ouest Marnais)

|                          | Philippe Bonnotte * | DVG            | 1 400 | 65,97  | 24 | 15 |  |  |
|                          | Élodie Millard      | SE             | 722   | 34,02  | 5  | 3  |  |  |
|                          |                     |                |       |        |    |    |  |  |
| Inscrits                 | Inscrits            | Inscrits       | 3 670 | 100,00 |    |    |  |  |
| Abstentions              | Abstentions         | Abstentions    | 1 476 | 40,22  |    |    |  |  |
| Votants                  | Votants             | Votants        | 2 194 | 59,78  |    |    |  |  |
| Blancs et nuls           | Blancs et nuls      | Blancs et nuls | 72    | 3,28   |    |    |  |  |
| Exprimés                 | Exprimés            | Exprimés       | 2 122 | 96,72  |    |    |  |  |
| * Liste du maire sortant |                     |                |       |        |    |    |  |  |

### Sillery
- Maire sortant : Jacques Douadi (MoDem)
- 19 sièges à pourvoir au conseil municipal (population légale 2011 : 1 637 habitants)
- 2 sièges à pourvoir au conseil communautaire (CU Grand Reims)

|                | Thomas Dubois  | SE             | 644   | 100,00 | 19 | 2 |  |  |
|                |                |                |       |        |    |   |  |  |
| Inscrits       | Inscrits       | Inscrits       | 1 463 | 100,00 |    |   |  |  |
| Abstentions    | Abstentions    | Abstentions    | 679   | 46,41  |    |   |  |  |
| Votants        | Votants        | Votants        | 784   | 53,59  |    |   |  |  |
| Blancs et nuls | Blancs et nuls | Blancs et nuls | 140   | 17,86  |    |   |  |  |
| Exprimés       | Exprimés       | Exprimés       | 644   | 82,14  |    |   |  |  |

### Suippes
- Maire sortant : Jean Huguin (DVD)
- 27 sièges à pourvoir au conseil municipal (population légale 2011 : 4 027 habitants)
- 14 sièges à pourvoir au conseil communautaire (CC de la Région de Suippes)

|                          | Jean Raymond Egon | DVD            | 621   | 50,85  | 21 | 11 |  |  |
|                          | Jean Huguin *     | DVD            | 600   | 49,14  | 6  | 3  |  |  |
|                          |                   |                |       |        |    |    |  |  |
| Inscrits                 | Inscrits          | Inscrits       | 2 110 | 100,00 |    |    |  |  |
| Abstentions              | Abstentions       | Abstentions    | 815   | 38,63  |    |    |  |  |
| Votants                  | Votants           | Votants        | 1 295 | 61,37  |    |    |  |  |
| Blancs et nuls           | Blancs et nuls    | Blancs et nuls | 74    | 5,71   |    |    |  |  |
| Exprimés                 | Exprimés          | Exprimés       | 1 221 | 94,29  |    |    |  |  |
| * Liste du maire sortant |                   |                |       |        |    |    |  |  |

### Taissy
- Maire sortant : Daniel Bonnet
- 19 sièges à pourvoir au conseil municipal (population légale 2011 : 2 305 habitants)
- 2 sièges à pourvoir au conseil communautaire (CU Grand Reims)

| Tête de liste  | Tête de liste    | Liste          | Premier tour | Premier tour | Second tour | Second tour | Sièges | Sièges |
| Tête de liste  | Tête de liste    | Liste          | Voix         | %            | Voix        | %           | CM     | CC     |
| -------------- | ---------------- | -------------- | ------------ | ------------ | ----------- | ----------- | ------ | ------ |
|                | Patrice Barrier  | DVD            | 505          | 42,76        | 567         | 46,39       | 14     | 2      |
|                | Gérard Leclere   | DVD            | 458          | 38,78        | 539         | 44,10       | 4      |        |
|                | Vincent Viellard | DVD            | 218          | 18,45        | 116         | 9,49        | 1      |        |
|                |                  |                |              |              |             |             |        |        |
| Inscrits       | Inscrits         | Inscrits       | 1 766        | 100,00       | 1 766       | 100,00      |        |        |
| Abstentions    | Abstentions      | Abstentions    | 543          | 30,75        | 514         | 29,11       |        |        |
| Votants        | Votants          | Votants        | 1 223        | 69,25        | 1 252       | 70,89       |        |        |
| Blancs et nuls | Blancs et nuls   | Blancs et nuls | 42           | 3,43         | 30          | 2,40        |        |        |
| Exprimés       | Exprimés         | Exprimés       | 1 181        | 96,57        | 1 222       | 97,60       |        |        |

### Tinqueux
- Maire sortant : Jean-Pierre Fortuné (DVD)
- 33 sièges à pourvoir au conseil municipal (population légale 2011 : 10 061 habitants)
- 10 sièges à pourvoir au conseil communautaire (CU Grand Reims)

|                          | Jean-Pierre Fortuné * | DVD            | 3 428 | 81,71  | 30 | 9 |  |  |
|                          | Gilles Borck          | DVD            | 767   | 18,28  | 3  | 1 |  |  |
|                          |                       |                |       |        |    |   |  |  |
| Inscrits                 | Inscrits              | Inscrits       | 7 897 | 100,00 |    |   |  |  |
| Abstentions              | Abstentions           | Abstentions    | 3 497 | 44,28  |    |   |  |  |
| Votants                  | Votants               | Votants        | 4 400 | 55,72  |    |   |  |  |
| Blancs et nuls           | Blancs et nuls        | Blancs et nuls | 205   | 4,66   |    |   |  |  |
| Exprimés                 | Exprimés              | Exprimés       | 4 195 | 95,34  |    |   |  |  |
| * Liste du maire sortant |                       |                |       |        |    |   |  |  |

### Tours-sur-Marne
- Maire sortant : Annie Potisek
- 15 sièges à pourvoir au conseil municipal (population légale 2011 : 1 358 habitants)
- 4 sièges à pourvoir au conseil communautaire (CC de la Grande Vallée de la Marne)

|                | Hervé Lelarge   | DVD            | 345   | 54,76  | 12 | 3 |  |  |
|                | Olivier Parisot | DVG            | 285   | 45,23  | 3  | 1 |  |  |
|                |                 |                |       |        |    |   |  |  |
| Inscrits       | Inscrits        | Inscrits       | 1 003 | 100,00 |    |   |  |  |
| Abstentions    | Abstentions     | Abstentions    | 342   | 34,10  |    |   |  |  |
| Votants        | Votants         | Votants        | 661   | 65,90  |    |   |  |  |
| Blancs et nuls | Blancs et nuls  | Blancs et nuls | 31    | 4,69   |    |   |  |  |
| Exprimés       | Exprimés        | Exprimés       | 630   | 95,31  |    |   |  |  |

### Vertus
- Maire sortant : Pascal Perrot (DVD)
- 19 sièges à pourvoir au conseil municipal (population légale 2011 : 2 472 habitants)
- 6 sièges à pourvoir au conseil communautaire (CC de la Région de Vertus)

|                          | Pascal Perrot * | DVD            | 746   | 100,00 | 19 | 6 |  |  |
|                          |                 |                |       |        |    |   |  |  |
| Inscrits                 | Inscrits        | Inscrits       | 1 719 | 100,00 |    |   |  |  |
| Abstentions              | Abstentions     | Abstentions    | 690   | 40,14  |    |   |  |  |
| Votants                  | Votants         | Votants        | 1 029 | 59,86  |    |   |  |  |
| Blancs et nuls           | Blancs et nuls  | Blancs et nuls | 283   | 27,50  |    |   |  |  |
| Exprimés                 | Exprimés        | Exprimés       | 746   | 72,50  |    |   |  |  |
| * Liste du maire sortant |                 |                |       |        |    |   |  |  |

### Verzenay
- Maire sortant : Jacques Gragé (DVD)
- 15 sièges à pourvoir au conseil municipal (population légale 2011 : 1 053 habitants)
- 3 sièges à pourvoir au conseil communautaire (CU Grand Reims)

|                | Jacques Gragé  | DVD            | 349 | 100,00 | 15 | 3 |  |  |
|                |                |                |     |        |    |   |  |  |
| Inscrits       | Inscrits       | Inscrits       | 782 | 100,00 |    |   |  |  |
| Abstentions    | Abstentions    | Abstentions    | 375 | 47,95  |    |   |  |  |
| Votants        | Votants        | Votants        | 407 | 52,05  |    |   |  |  |
| Blancs et nuls | Blancs et nuls | Blancs et nuls | 58  | 14,25  |    |   |  |  |
| Exprimés       | Exprimés       | Exprimés       | 349 | 85,75  |    |   |  |  |

### Verzy
- Maire sortant : Christophe Corbeaux
- 15 sièges à pourvoir au conseil municipal (population légale 2011 : 1 052 habitants)
- 3 sièges à pourvoir au conseil communautaire (CU Grand Reims)

|                | Guy Flamand          | DVD            | 303 | 53,43  | 12 | 2 |  |  |
|                | Jean-Éric Peudepiece | MoDem          | 264 | 46,56  | 3  | 1 |  |  |
|                |                      |                |     |        |    |   |  |  |
| Inscrits       | Inscrits             | Inscrits       | 797 | 100,00 |    |   |  |  |
| Abstentions    | Abstentions          | Abstentions    | 213 | 26,73  |    |   |  |  |
| Votants        | Votants              | Votants        | 584 | 73,27  |    |   |  |  |
| Blancs et nuls | Blancs et nuls       | Blancs et nuls | 17  | 2,91   |    |   |  |  |
| Exprimés       | Exprimés             | Exprimés       | 567 | 97,09  |    |   |  |  |

### Vitry-le-François
- Maire sortant : Jean-Pierre Bouquet (PS)
- 33 sièges à pourvoir au conseil municipal (population légale 2011 : 13 106 habitants)
- 24 sièges à pourvoir au conseil communautaire (CC Vitry, Champagne et Der)

| Tête de liste            | Tête de liste         | Liste          | Premier tour | Premier tour | Second tour | Second tour | Sièges | Sièges |
| Tête de liste            | Tête de liste         | Liste          | Voix         | %            | Voix        | %           | CM     | CC     |
| ------------------------ | --------------------- | -------------- | ------------ | ------------ | ----------- | ----------- | ------ | ------ |
|                          | Jean-Pierre Bouquet * | PS             | 1 894        | 43,42        | 2 122       | 47,25       | 25     | 18     |
|                          | Pascal Greenhalgh     | DVD            | 1 216        | 27,87        | 1 373       | 30,57       | 5      | 4      |
|                          | Franck Rivière        | FN             | 1 034        | 23,70        | 996         | 22,17       | 3      | 2      |
|                          | Joëlle Bastien        | LO             | 218          | 4,99         |             |             |        |        |
|                          |                       |                |              |              |             |             |        |        |
| Inscrits                 | Inscrits              | Inscrits       | 8 147        | 100,00       | 8 129       | 100,00      |        |        |
| Abstentions              | Abstentions           | Abstentions    | 3 651        | 44,81        | 3 511       | 43,19       |        |        |
| Votants                  | Votants               | Votants        | 4 496        | 55,19        | 4 618       | 56,81       |        |        |
| Blancs et nuls           | Blancs et nuls        | Blancs et nuls | 134          | 2,98         | 127         | 2,75        |        |        |
| Exprimés                 | Exprimés              | Exprimés       | 4 362        | 97,02        | 4 491       | 97,25       |        |        |
| * Liste du maire sortant |                       |                |              |              |             |             |        |        |

### Warmeriville
- Maire sortant : Patrice Mousel (DVD)
- 19 sièges à pourvoir au conseil municipal (population légale 2011 : 2 117 habitants)
- 6 sièges à pourvoir au conseil communautaire (CU Grand Reims)

| Tête de liste            | Tête de liste    | Liste          | Premier tour | Premier tour | Second tour | Second tour | Sièges | Sièges |
| Tête de liste            | Tête de liste    | Liste          | Voix         | %            | Voix        | %           | CM     | CC     |
| ------------------------ | ---------------- | -------------- | ------------ | ------------ | ----------- | ----------- | ------ | ------ |
|                          | Patrice Mousel * | DVD            | 529          | 46,28        | 598         | 52,92       | 15     | 5      |
|                          | Marc Lourdault   | DVD            | 371          | 32,45        | 532         | 47,07       | 4      | 1      |
|                          | Yves Delmas      | DVG            | 243          | 21,25        |             |             |        |        |
|                          |                  |                |              |              |             |             |        |        |
| Inscrits                 | Inscrits         | Inscrits       | 1 667        | 100,00       | 1 667       | 100,00      |        |        |
| Abstentions              | Abstentions      | Abstentions    | 499          | 29,93        | 502         | 30,11       |        |        |
| Votants                  | Votants          | Votants        | 1 168        | 70,07        | 1 165       | 69,89       |        |        |
| Blancs et nuls           | Blancs et nuls   | Blancs et nuls | 25           | 2,14         | 35          | 3,00        |        |        |
| Exprimés                 | Exprimés         | Exprimés       | 1 143        | 97,86        | 1 130       | 97,00       |        |        |
| * Liste du maire sortant |                  |                |              |              |             |             |        |        |

### Witry-lès-Reims
- Maire sortant : Yves Détraigne (UDI)
- 27 sièges à pourvoir au conseil municipal (population légale 2011 : 4 713 habitants)
- 7 sièges à pourvoir au conseil communautaire (CU Grand Reims)

|                          | Yves Détraigne * | DVD            | 1 663 | 100,00 | 27 | 7 |  |  |
|                          |                  |                |       |        |    |   |  |  |
| Inscrits                 | Inscrits         | Inscrits       | 3 827 | 100,00 |    |   |  |  |
| Abstentions              | Abstentions      | Abstentions    | 1 969 | 51,45  |    |   |  |  |
| Votants                  | Votants          | Votants        | 1 858 | 48,55  |    |   |  |  |
| Blancs et nuls           | Blancs et nuls   | Blancs et nuls | 195   | 10,50  |    |   |  |  |
| Exprimés                 | Exprimés         | Exprimés       | 1 663 | 89,50  |    |   |  |  |
| * Liste du maire sortant |                  |                |       |        |    |   |  |  |